# Janusz Goławski
Janusz Goławski (ur. 26 marca 1966 w Staninie) – polski lekkoatleta chodziarz, wicemistrz Polski.

## Osiągnięcia
Był wicemistrzem Polski w chodzie na 20 kilometrów w 1992 oraz brązowym medalistą w chodzie na 50 kilometrów w 1997 i 1999.
Wystąpił w Pucharze Świata w Chodzie w 1989 w L'Hospitalet w chodzie na 20 km, zajmując 50. miejsce, a chodu na 50 km nie ukończył. W Pucharze Świata w 1991 w San Jose zajął 52. miejsce w chodzie na 50 km, a w Pucharze Świata w 1993 w Monterrey zajął 35. miejsce, w chodzie na 20 km.
Startował w klubach Legia Warszawa, WLKS Siedlce, Pogoń Siedlce i UNTS Warszawa. Jego syn Rafał jest także chodziarzem, medalistą mistrzostw Polski.

## Rekordy życiowe
- chód na 20 000 metrów (bieżnia) – 1:31:19,4 s. (12 września 1987, Białystok)[4]
- chód na 10 kilometrów (szosa) – 39:48 s. (21 maja 1995, Mielec[5]) – 8. wynik w historii polskiej lekkoatletyki
- chód na 20 kilometrów (szosa) – 1:23:46 s. (16 maja 1992, Olita)[6][7]
- chód na 50 kilometrów (szosa) – 4:19:25 s. (17 września 1995, Zamość)[7]